# ちゅらひかり
ちゅらひかりは東北農業研究センターが育成した米（水稲）の品種。
「ちゅら」は沖縄方言で「美しい」の意。

## 開発の経緯
コシヒカリ、ひとめぼれ、あきたこまちといった食味の良い普及品種は、いずれもいもち病への抵抗性が低く、農薬による防除が栽培には不可欠である。しかしながら消費者ニーズは減農薬への関心が高まっており、これに応えるため、いもち病に強く、ひとめぼれに食味が匹敵する品種を目標に開発が行われた。
ひとめぼれに、いもち病に強い奥羽338号を交配し、その後代より育成されたのがちゅらひかりである。
無防除栽培の試験では、ちゅらひかりはひとめぼれよりも1アールあたり約90キログラム多く米を収穫できた。

## 沖縄県
ちゅらひかりは沖縄県で奨励品種に採用されており、ひとめぼれと共に沖縄県産米の代表銘柄となっている（2022年時点）。　
2025年時点で石垣や名護などで栽培されている。